# Neuf-Brisach

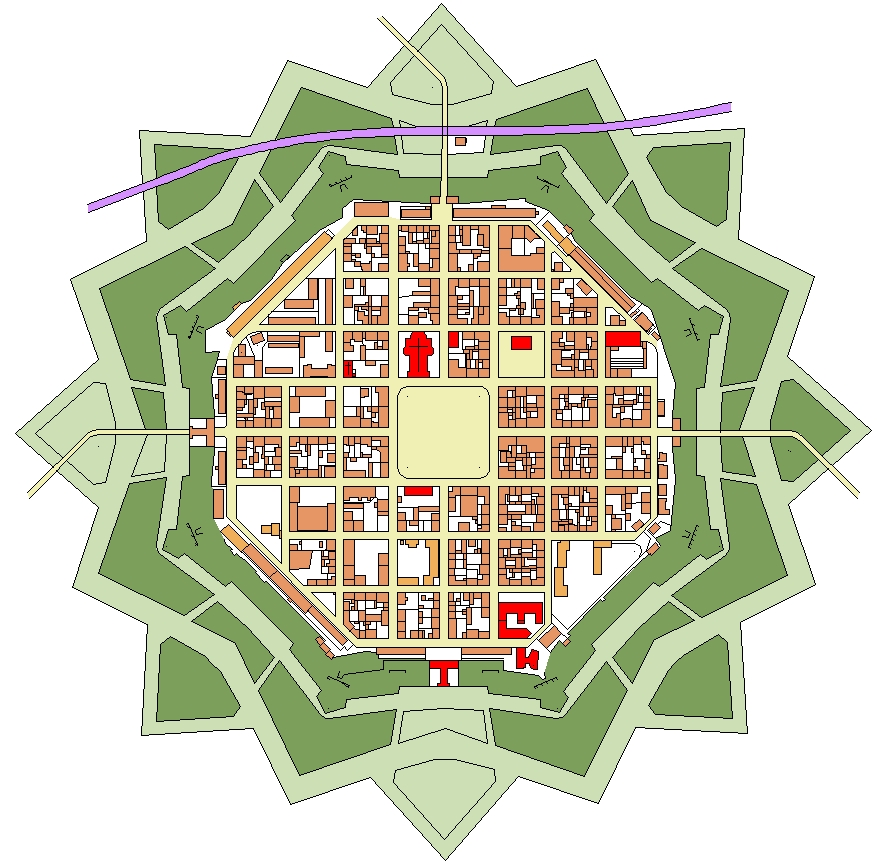
Översiktsbild

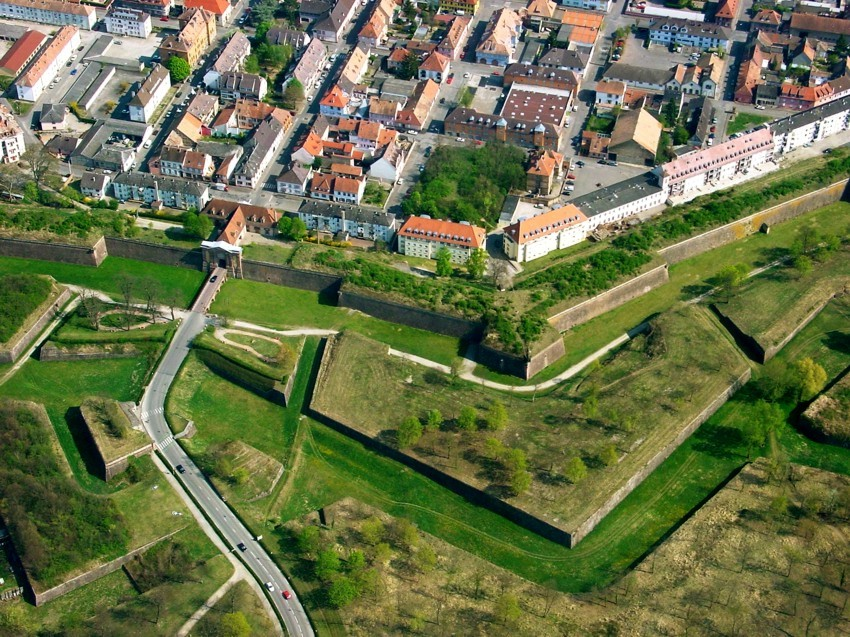
Luftbild över del av stadens befästningar

Neuf-Brisach är en befäst stad och kommun i departementet Haut-Rhin i regionen Grand Est (tidigare regionen Alsace) i nordöstra Frankrike. Kommunen ligger i kantonen Neuf-Brisach som tillhör arrondissementet Colmar. Befästningen anlades med avsikten att skydda gränsen mellan Frankrike och det Tysk-romerska riket, och därmed de tyska staterna. Det byggdes som ett resultat av freden i Rijswijk som resulterade i förlusten av staden Breisach, precis på andra sidan av floden Rhen. Stadens namn betyder Nya Breisach. År 2022 hade Neuf-Brisach 1 944 invånare.
Idag är staden ett världsarv.

## Historia
Arbetet på stadens befästning påbörjades år 1698 då planer ritades av Sébastien Le Prestre de Vauban, en ingenjörsofficer. Vauban dog 1707 och detta, hans sista arbete färdigställdes av Louis de Cormontaigne. Stadens planläggning sågs som tidens idealstad som då bestod av rektangulära kvartersgator med en åttasidig fortifikation. Generöst med plats gavs till det centrala torget med fyra kvarter i mitten, flankerat av en stor kyrka. Individuella kvarter erbjöds för privat utveckling, antingen som privatbostäder med trädgårdar eller som fastigheter för kommersiellt syfte. Enklare bostäder tillhandahölls också genom bygget av bostadsblock inuti varje mur vilket även gav ett bättre skydd till de bättre bostäderna från kanoneld. Ingången placerades i de fyra huvudsakliga ringmurar genom stora portar.
Befästningen är Vaubans sista arbete och en kulmen på hans tredje system. Det finns också två försvarslinjer, en inre enceinte de sûreté, en bastionsvägg runt om staden och en yttre enceinte de combat, ett system av koncentriskt stjärnformade jordarbeten.
Staden drabbades av förstörelse under andra världskriget men är fortfarande ett bra exempel på det tidigare 1700-talets fortifikationsbebyggelse.
2008 listades ville neuve, nya staden i Neuf-Brisach på Unescos lista över världsarv som en del av fästningsverk av Vauban

## Befolkningsutveckling
Antalet invånare i kommunen Neuf-Brisach
| Referens: INSEE |